# Jacqui Safra
Pour les articles homonymes, voir Safra.
Jacqui (Jacob) Eli Safra est un investisseur suisse originaire d’une grande famille de banquiers d’origine syrienne. Il est notamment le propriétaire d'Encyclopædia Britannica, de Merriam-Webster et du Spring Mountain Vineyard (en). Il est le neveu d'Edmond Safra.
Safra fait quelques apparitions dans des rôles secondaires et finance huit films de Woody Allen sous le pseudonyme J.E. Beaucaire.

## Filmographie

### Acteur
- 1991 : Oxen de Sven Nykvist : Propriétaire de magasin
- 1987 : Radio Days de Woody Allen : Étudiant en diction
- 1980 : Stardust Memories de Woody Allen : Sam

### Producteur exécutif

#### Téléfilm
- 1994 : Nuits de Chine (Don't Drink the Water) de Woody Allen

#### Cinéma
- 2000 : Escrocs mais pas trop (Small Time Crooks) de Woody Allen
- 1999 : Accords et Désaccords (Sweet and Lowdown) de Woody Allen
- 1999 : Women Talking Dirty de Coky Giedroyc
- 1998 : Celebrity de Woody Allen
- 1998 : Par amour (Into My Heart) de Sean Smith et Anthony Stark
- 1997 : La Prisonnière espagnole (The Spanish Prisoner) de David Mamet
- 1997 : Harry dans tous ses états (Deconstructing Harry) de Woody Allen
- 1997 : Wild Man Blues de Barbara Kopple
- 1996 : Tout le monde dit I love you (Everyone Says I Love You) de Woody Allen
- 1995 : Maudite Aphrodite (Mighty Aphrodite) de Woody Allen
- 1994 : Coups de feu sur Broadway (Bullets Over Broadway) de Woody Allen
- 1991 : Oxen de Sven Nykvist